# Düval und Charmille

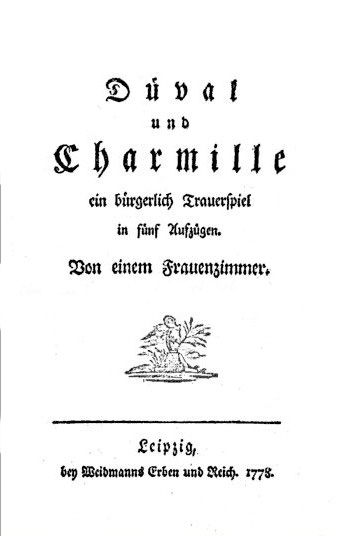
Titelei Düval und Charmille

Düval und Charmille ist ein bürgerliches Trauerspiel in fünf Aufzügen von Christiane Karoline Schlegel. Unter der Autorschaft „Von einem Frauenzimmer“ wurde es 1778 in Leipzig von Weidmanns Erben und Reich veröffentlicht. Es beleuchtet eine komplexe Dreiecksbeziehung zwischen Heinrich Düval, seiner Ehefrau Mariane und Amalie von Charmille, wobei Düval zwischen Liebe, gesellschaftlichem Druck und Eifersucht hin- und hergerissen ist. Seine manipulative Tendenz und seine Besessenheit von Amalie führen zu einem tragischen Komplott, in dem er Amalie töten und sich anschließend selbst das Leben nehmen will. Amalie stirbt durch Düvals Hand, und dieser begeht daraufhin Selbstmord, nachdem sein Plan aufgeflogen ist.

## Inhalt
Mariane ist zutiefst unglücklich über die verbotene Beziehung zwischen Amalie und Düval. Doch auch der Adel bleibt von dieser Affäre nicht unberührt. Der Graf von Sternfels überbringt einen Brief von der Prinzessin an Düval. Im Gespräch mit Düva bittet der Graf ihn eindringlich, die Liaison mit Amalie zu beenden, da dies weitreichende Konsequenzen für ihn hat. In einem Gespräch gesteht Mariane Amalie, dass sie ihr nicht länger Hass entgegenbringen kann, da auch sie unter Düval leidet. Amalie bittet Mariane um Vergebung für ihre Liebe zu ihm. Um Amalie über den Brief zu informieren, schickt Düval Mariane zur Messe, damit er allein mit Amalie sprechen kann. Dort teilt er ihr mit, dass der Prinz und die Prinzessin von ihrer Beziehung wissen. Er übergibt ihr ein Pulver für ihren geplanten Eintritt ins Kloster und deutet auf einen möglichen gemeinsamen Tod hin. Doch Graf Sternfels rät Düval später, Amalie zu verlassen, um sich die Gunst des Prinzen zu erhalten. Aus Eifersucht testet Düval Amalies Liebe. Bei einem Besuch erfährt Mariane, dass Düval möglicherweise die Entlassung aus seiner Anstellung droht. Frau von Doenberg schlägt vor, Amalie entweder ins Kloster zu schicken oder sie zu verheiraten. Düval misstraut dem Grafen, verdächtigt ihn, Amalie für sich gewinnen zu wollen, und denkt über ein Duell nach. Gleichzeitig hegt er Zweifel an Frau von Doenbergs Fluchtplan.
Während eines Besuchs von Mariane und Amalie bei der Familie Reinfort entschließt sich Düval, den Fluchtplan aufzugeben. Als Amalie und Mariane zurückkehren, erzählt Düval von seiner Verhaftung und fragt Amalie, wie sie sich eine gemeinsame Zukunft für immer vorstellen. Beide entschließen sich, zusammen zu sterben. Düval verfasst Abschiedsbriefe, doch es kommt zu einem Streit mit Amalie. In einem Wutausbruch ersticht er sie mit einem Stilett durchs Herz. Amalie stirbt in Marianes Armen und nennt Düval als ihren Mörder. Daraufhin nimmt er sich das Leben. Der herbeieilende Hauptmann findet seine Leiche und die Abschiedsbriefe.

## Handlung

### Vorrede
Das Stück wird von einer jungen, verheirateten Frau geschrieben, die sich von einer bekannten tragischen Geschichte inspirieren lässt. Ursprünglich als privater Zeitvertreib gedacht, wird das Werk ohne ihr Wissen von einem Verleger veröffentlicht. In der Hoffnung auf ihre Nachsicht verzichtet er auf übertriebenes Lob, um ihre Bescheidenheit nicht zu verletzen, und bittet um Entschuldigung für die unerlaubte Veröffentlichung. In Bezug auf den moralischen Gehalt des Stücks verweist der Herausgeber auf Hannah Moores Abhandlung über die Gefahren empfindsamer Verbindungen. Ihrer Beschreibung eines gefühlvollen, aber gefährlichen Mannes, so führt der Herausgeber weiter aus, lasse sich der Hauptcharakter des Dramas perfekt zuordnen.
He seem'd
For dignity compos'd, and high exploit,
But all was false and hollow, tho' his tongue
Dropt manna, and could make the worse appear
The better reason, to perplex and dash
Maturest counsels, for his thoughts were low,
To vice industrious, but to nobler deeds
Tim'rous und slothfull; yet he pleas'd the ear.
"Der Schauplatz ist zu *** in Düvals Hause. Die Handlung dauert von früh zehn Uhr bis Abends gegen die nämliche Zeit."

### 1. Aufzug
"Ein Zimmer in Düvals Hause mit drey Thüren. Eine zur Linken ins Vorhaus; die zweyte zur Rechten in Marianens Zimmer; die dritte in der Mitten in Düvals Kabinet. Im Zimmer sind Stühle, Tische, eine Wanduhr, etc."
Die Dramenhandlung zeigt einen tiefen Ehekonflikt zwischen Mariane und Düval sowie das gespannte Verhältnis zu Amalie (Mally). Zu Beginn weint Mariane, während Franz versucht, sie zu trösten. Doch Mariane bittet ihn, zu ihrem Vater zu gehen, was zu Spannungen führt, als Düval seiner Frau vorwirft, sich unnötig in ihren Gefühlen zu verlieren. Er spricht abfällig über ihre Ehe und verkündet, dass er lieber allein essen möchte. Dabei scheint er keine Rücksicht auf Mariane zu nehmen, die von der Veränderung ihres Mannes enttäuscht ist. Sie beschreibt, wie er sich von einem cholerischen zu einem abweisenden Mann wandelt. Auch der Vorfall mit Amalie kommt zur Sprache. Zunächst spricht Mariane von Hass gegenüber Amalie, empfindet aber später Mitleid mit ihr.
Mariane und Amalie kommen sich in dieser Szene näher, als Amalie Mariane um Verzeihung bittet und ihre eigene Liebe zu Düval gesteht. Doch Mariane bleibt skeptisch und warnt sie vor den Folgen ihres Handelns. Düval hingegen plant, Mariane zur Messe zu schicken, um mit Amalie allein zu sein. In einem Gespräch mit Amalie offenbart Düval, dass der Prinz und die Prinzessin von der Affäre wissen und er sich zwischen einer Degradierung und der Trennung von Amalie entscheiden muss. Düval droht, Amalie zu verlieren, wenn sie sich ihm nicht unterwirft, während Amalie unerschütterlich an ihrer Liebe zu Düval festhält.
Im weiteren Verlauf der Szene wird Graf von Sternfels eingeführt, der Düval auffordert, seiner Verantwortung als Ehemann und Vater gerecht zu werden, oder aus der Gunst des Prinzen zu fallen. Düval reagiert sarkastisch und zweifelt an Amalies wahrer Liebe, woraufhin er sie auf die Probe stellt. Der Aufzug endet damit, dass Düval beschließt, mit seinem Sohn das Haus zu verlassen, um zu sehen, wie weit Amalie für ihre Liebe zu ihm bereit ist zu gehen.

### 2. Aufzug
"Ein Dienstmädchen trägt das Frühstück und einige Kleidungsstücke hinweg; bringt das Zimmer in Ordnung, begießt Blumentöpfe, so da stehn u.s.w. Franz nimmt eine Schreibtafel oder Reisbret, und arbeitet Etwas."
Im zweiten Aufzug des Dramas spitzen sich die Konflikte weiter zu. Amalies Stiefmutter, Frau von Doenberg, wird eingeführt und stattet dem Hause Düval einen Besuch ab. Sie informiert Mariane über Düvals Amtsenthebung. Mariane ist von dieser Nachricht sehr verunsichert, da sie befürchtet, dass Düval sich nun endgültig für Amalie entscheiden könnte. Um dem sündigen Leben ein Ende zu setzen, schlägt Frau von Doenberg in einem Gespräch mit Mariane vor, Amalie entweder in ein Kloster zu schicken oder schnell zu verheiraten. Mariane ist einverstanden, auch wenn sie innerlich zögert.
Ein weiterer Höhepunkt des Aufzugs ist der Besuch des Grafen von Sternfels, der zusammen mit der Stiefmutter die aktuelle Situation bespricht. Der Graf erklärt, dass Düval unter Druck steht, da die Fürstin von der Affäre zwischen Amalie und ihm weiß, und stellt ein Ultimatum: Wenn Düval die Affäre nicht beendet, droht ihm der Verlust seiner gesellschaftlichen Stellung. In einem entscheidenden Moment deutet der Graf an, dass er selbst Amalie heiraten könnte, woraufhin Frau von Doenberg ihre Pläne in die Tat umsetzt und Amalie einsperrt. Als Düval davon erfährt, platzt er wütend in das Gespräch. Er fühlt sich von der Intrige des Grafen und der Stiefmutter betrogen und wirft dem Grafen vor, Amalie für sich beanspruchen zu wollen. Der Graf bleibt ruhig, versucht jedoch, Düval zu beruhigen, und erinnert ihn an seine Pflichten als Ehemann und Vater. Bevor der Graf den Raum verlässt, warnt er Düval, die Situation nicht weiter eskalieren zu lassen.
Die Szene endet mit einem Gespräch zwischen Mariane und Franz, in dem Franz fragt, ob sie jetzt essen können. Mariane, immer noch besorgt, fragt sich, wie lange dieser Zustand des Konflikts und der Entfremdung noch andauern wird. Die Beziehung zwischen den Figuren ist angespannt, und die Herausforderungen, vor denen sie stehen, scheinen sich weiter zu verschärfen.

### 3. Aufzug
"Die Bedienten tragen Speisen in das Zimmer der Frau von Düval, und den Wein und Biscuit in das Kabinet. Sie gehen verschiedene mal mit zum Essen gehörigen Sachen durch das Zimmer."
Im dritten Aufzug des Dramas wird die Stimmung zunehmend düster und von Misstrauen sowie inneren Konflikten geprägt. Düval beginnt den Aufzug mit einem düsteren Monolog, in dem er über den Tod des Grafen von Sternfels nachdenkt – oder über ein mögliches Duell zwischen den beiden. Er überlegt, dass es vielleicht besser wäre, wenn der Graf tatsächlich stirbt. Anton teilt ihm jedoch mit, dass Frau von Doenberg ihn sprechen möchte. Sie hat einen Plan für Amalie, aber Düval misstraut ihr und nennt sie eine „falsche Schlange“. Frau von Doenberg steigert Düvals Wut noch weiter, als sie ihn auf die Möglichkeit hinweist, dass der Graf Amalie heiraten könnte, falls sie bei der Prinzessin bleibt. Sie schlägt vor, Amalie mit ihm verschwinden zu lassen, indem sie zwei Stunden früher eine Kutsche bestellt. Beim Nachdenken über diesen Plan wird Düval klar, dass dies sowohl seinem als auch Amalies Ruf schaden würde. Dennoch wünscht er sich, dass sie beide fliehen könnten, denn er ist überzeugt, dass sie nirgendwo in Sicherheit wären. Während er mit sich ringt, kündigt Anton einen weiteren Besuch an – diesmal von Amalie.
Mariane und Amalie von Charmille treten gleichzeitig durch die gegenüberliegenden Türen ein, begrüßen sich höflich, und Amalie schlägt vor, Mariane zu begleiten, um die Familie Reinfort zu besuchen. Mariane lehnt jedoch ab, da sie nicht in guter Stimmung ist. Amalie schlägt vor, auch Düval zu bitten, mitzukommen. Bevor Amalie zu ihm geht, wird sie von Mariane noch einmal gebeten, mit Düval zu sprechen, damit er beim Prinzen nicht in Ungnade fällt, da er ohnehin zu aufbrausend sei. Die inneren Spannungen werden in der Szene deutlich, als Düval, Amalie und Mariane zusammensitzen und Kaffee trinken. Düval sitzt zwischen den beiden Frauen und gesteht, dass er beide für die besten Frauen hält. Dennoch meint er, dass es besser wäre, wenn sie „eine Frau“ würden, was Amalie wie eine Braut erscheinen lässt. Düval bemerkt auch, dass die beiden Frauen zum Ball der Familie Reinfort gehen wollen, und fragt, ob er mitkommen soll. Doch er lehnt ab, da er noch jemanden besuchen muss.
In einem weiteren Gespräch fragt Düval Amalie vorwurfsvoll, warum sie nicht traurig sei, von der Trennung zu erfahren und ins Kloster geschickt zu werden. Amalie erklärt, dass sie sich durch das Pulver, das sie bei sich trägt, beruhigt fühlt und sich mit der Situation arrangiert hat. Düval zeigt Verständnis und fühlt sich ebenfalls beruhigt.
Amalie und Mariane verabschieden sich, und Düval bleibt zurück, um einen weiteren Monolog zu halten – diesmal über Amalie und ihre Bereitschaft, mit ihm in den Tod zu gehen. Nach diesem Moment der inneren Zerrissenheit schickt Düval Anton zu Frau von Doenberg, um das geplante Treffen abzusagen. Schließlich bittet er Franz, die anderen Gäste wegzuschicken und ihr ein Kleid zu bringen, sobald die erste Frau eintrifft.
"Franz verriegelt die Thüre ins Vorhaus, bringt selbst die Kleider des Vaters und wirft sie auf einen Stuhl, und hüpft in Marianens Zimmer."
Der dritte Aufzug zeigt Düvals zunehmend verzweifelte und gefährliche Gedanken, seine Unfähigkeit, klare Entscheidungen zu treffen, und die düstere Dynamik zwischen den Figuren, die sich immer mehr in einem Netz aus Lügen, Manipulation und emotionaler Isolation verfangen.

### 4. Aufzug
"Es wird geklingelt. Franz macht auf. Es ist Anton. Er ordnet allerhand im Zimmer. Joseph kömmt, und will nach des Herrn Kabinet. Anton winkt, daß der Herr verschlossen ist. Franz macht sich mit einem Kräusel oder Ball, oder dergleichen was zu spielen."
Düval fordert Joseph auf, den Brief an den Grafen von Sternfels zurückzuholen, der an dessen Bruder gegangen ist. Während er darauf wartet, fragt er seinen Sohn Franz, ob Mariane zurück ist. Franz verneint und zieht sich in den Garten zurück.
Düval hält daraufhin einen Monolog, in dem er über die späte Rückkehr von Mariane und vor allem von Amalie nachdenkt. Er fragt sich, ob Amalie länger bleibt, weil sie sich zu sehr in der Gesellschaft der anderen Männer amüsiert, oder ob sie aus Angst vor ihm nicht so schnell zurückkommt. Eifersucht überkommt ihn, als er sich vorstellt, wie Amalie stundenlang im Mittelpunkt der Gesellschaft steht, von allen angestarrt und angesprochen wird. Doch nach einem Moment der Selbstreflexion beruhigt er sich, als ihm klar wird, dass sie bald kalt und leblos neben ihm liegen wird – eine düstere Vorstellung, die ihn innerlich zur Ruhe kommen lässt. Doch in diesem Moment klingelt es an der Tür, und das Unheil nimmt seinen Lauf.
Der Hauptmann der fürstlichen Leibgarde tritt ein und überbringt Düval die Nachricht: Der Bruder des Grafen von Sternfels hat den Brief geöffnet und direkt an den Hof gebracht. Dadurch erfährt nicht nur die Prinzessin, sondern auch der Graf von der ganzen Affäre, was zur Folge hat, dass beide unter Hausarrest gestellt werden. Diese Nachricht trifft Düval schwer, denn sie nimmt ihm seine letzte Hoffnung und macht seine Lage noch verzweifelter. Nach dieser Wendung hält Düval einen weiteren Monolog, in dem er seiner Wut freien Lauf lässt. Er fühlt sich von allen Seiten bedroht und glaubt, dass ihm alle Amalie wegnehmen wollen. Gleichzeitig sieht er den Hausarrest als Gelegenheit zur Rache und beginnt, von einer tiefen und grausamen Vergeltung zu träumen. Doch auch diese Idee hat ihre Schattenseiten, und Düval ist hin- und hergerissen zwischen Wut und Zorn.

Er ruft nach Joseph, um sich umzuziehen, als dieser ihm einen Brief von Frau von Doenberg übergibt.
"Lieber Baron, Sie sind so unthätig als unglücklich. Ich trage Mitleiden mit Ihnen und Mally, und habe ohne Sie Maaßregeln genommen. Der Wagen, der Mally auf den Abend aufs Palais holen wird, kömmt eine Stunde früher. Mein Vetter Silly wird drinnen seyn; ihm können Sie und Mally sich sicher anvertrauen. Er wird Sie an einen sichern Ort bringen, wo Sie alsdann neue Anstalten treffen können. Lassen Sie diese Gelegenheit vorbey, so ist alles verloren. Um Zwölfe ist Mally nicht mehr in der Stadt, und wer weiß, in wessen Gesellschaft!"
Diese Übergabe setzt den Aufzug fort und verstärkt Düvals Gefühl der Bedrohung und seine Entschlossenheit, die Situation selbst in die Hand zu nehmen.
"Düval geht ab, indem Anton und Joseph mit mehr Lichtern kommen."
Der vierte Aufzug ist geprägt von Düvals innerer Zerrissenheit, seiner Eifersucht und dem fortschreitenden Zerfall seiner Beziehungen. Die Enthüllung, dass die Prinzessin von der Affäre erfahren hat, löst einen weiteren dramatischen Konflikt aus, der die Handlung weiter anheizt. Düvals Rachegedanken und seine wachsende Verzweiflung, gepaart mit der Anwesenheit der Frau von Doenberg und der sich zuspitzenden Situation, treiben das Drama unaufhaltsam voran.

### 5. Aufzug
"Die Bedienten zünden die Lichter auf den Tischen und an den Spiegeln an. Einer räumt die Kleider weg, die der Baron ausgezogen."
Im fünften und letzten Aufzug des Dramas erreicht die Handlung ihren dramatischen Höhepunkt und tragischen Abschluss. Düval, dessen innere Zerrissenheit und Verzweiflung sich zuvor immer mehr gesteigert haben, geht nun den letzten Schritt.
Die Szene beginnt mit Düvals Anweisung an seinen Diener Joseph, die ankommenden Damen Mariane und Amalie zu empfangen, während er selbst das Kabinett verlässt. Als die Damen eintreten, sind sie überrascht, den Baron so festlich gekleidet zu sehen. Düval begrüßt sie mit einer feierlichen Geste, küsst Mariane und dann Mallys Hand mit großer Leidenschaft. Er fragt sie nach der späten Stunde ihrer Rückkehr, worauf sie sich entschuldigen. In einem kurzen Gespräch fragt er Mariane, ob es in Ordnung sei, wenn Amalie beim gemeinsamen Abendessen bleibe. Mariane willigt ein, es sei besser, als allein zu essen. Düval schickt Mariane zum Umziehen, während er mit Amalie zusammenbleibt und mit ihr über die bevorstehenden Ereignisse spricht.
Düval lobt Amalie für ihre Schönheit und erzählt ihr, dass er Hausarrest hat und sie um Mitternacht mitnehmen wird. Er erzählt ihr auch von dem Fluchtplan der Stiefmutter und fragt sie, ob er es machen soll. Sie sagt Nein. Düval lobt sie für ihre Tugend. Sie sagt Nein, sie würde ihn nicht verführen, sonst wäre sie für immer beschmutzt. Sie fragt, ob er einen anderen haben möchte. Er fragt, ob sie ihn überleben möchte, da er in drei Stunden (um acht Uhr) sterben wird. Sie sagt Nein, fragt ihn, warum er sterben müsse, und er erklärt, er könne ohne sie nicht leben. Sie sagt, er solle auf das Urteil des Fürsten warten, der würde Düval und den Grafen versöhnen, und dann würde alles gut werden. Beide streiten und versöhnen sich. Amalie sagt zu, dass das Leben ohne Düval nicht lohnt, und so will er sie um Mitternacht mitnehmen. Es schlägt drey Viertel auf Neune. Dann beschließen beiden zu sterben.
Düval hat bereits Abschiedsbriefe geschrieben: einen an Mariane mit einer Locke von Amalie, einen an Fräulein von Reinfort und einen an Frau von Doenberg. Amalies Schmuck, den sie von der Prinzessin erhalten hat, sollte an ihre Stiefschwester Clara gehen. (Sie geht ins Kabinett) Während Düval die letzten Vorbereitungen trifft, ist er sich sicher, dass die durch seine Liebe geschwächte Amalie diesen Schritt nicht allein tun wird. Er beschließt, ihr zu helfen, indem er sie selbst durchs Herz ersticht. In einem dramatischen Moment nähert er sich dem Kabinett, betritt es und spricht mit Amalie, die sich noch nicht vollständig angezogen hat.
"(er hat sich dem Kabinette genähert, und steht einige Augenblicke schweigend still – Sie regt sich – er öffnet die Thüre, und indem er hineintritt, und das Fräulein nahe bey der Thüre gleichsam hindert herauszukommen) Bist du nun fertig, meine Liebe? – (er macht die Thür hinter sich zu, und man hört den Riegel vorschieben.)"
"Die Bedienten decken einen Tisch auf vier Personen. Im Kabinet wird stark geredet."
Anton und Joseph hören das laute Gespräch und fragt sich, was im Kabinett vor sich geht. Es wird immer deutlicher, dass der Konflikt, der sich hier abspielt, tragische Ausmaße annimmt. Als Mariane nach dem Abendessen ruft, dass es bald losgehen soll, tritt sie auf den Flur und hört die Stimmen der Streithähne. Sie klopft an die verschlossene Tür und wird von Düval abgewiesen. Es wird immer deutlicher, dass die Situation zwischen ihm und Amalie eine tödliche Wendung nimmt.
"Die Kabinetthüre wird schnell aufgeriegelt. Amalie Leichenblaß mit einem Schnupftuch ans Herz haltend kömmt heftig und wankend herein. Sie eilt nach Marianens Zimmer, kehrt aber schnell und taumelnd um nach der Thüre des Vorhauses. Anton und Joseph kommen herein ihr entgegen. Sie scheint zu sinken. Die Bedienten fangen sie auf und schreyen zugleich: Gnädige Frau! Hülfe! Das Fräulein ist blessirt!"
Amalie kommt leichenblass aus dem Kabinett und fällt zu Boden. Sie erzählt Mariane, dass Düval es ihr angetan hat. Kurz darauf sinkt Amalie tot zu Boden. Die Diener hören einen Schuss und vermuten, dass Düval geschossen hat. Der wahre Grund wird später klar.
"Es dringen viel Leute aus dem Hause und von der Gasse, Franz und das Dienstmädchen herein."
Der Hauptmann der Leibgarde betritt das Haus, nachdem er den Schuss gehört hat, und sieht die Tragödie. Mariane fällt in Ohnmacht und Anton gibt dem Hauptmann Hinweise, wo Düval zu finden ist.
"Hauptmann schlägt die beyden Thüren des Kabinets auf und geht hinein. Man sieht den Baron Düval sitzend an einem Tische, mit der Brust angelehnt, voll Blut, den Kopf vorwärts, die Arme herabhängend. Die Pistole, womit er sich erschossen, liegt auf dem Boden. Die vier Lichter brennen auf dem Tische. Etliche versiegelte Briefe liegen darauf."
Die Tragödie ist perfekt: Amalie ist tot, Düval hat sich das Leben genommen, und die letzten Zeilen der Briefe erzählen von der unerfüllten Liebe und dem Wahnsinn, die diese verhängnisvolle Nacht hervorgebracht haben. Mariane erwacht und erfährt den Tod ihres Mannes. Sie erkennt, dass die Situation tragisch und traurig ist. Die zerrissenen Seelen der handelnden Personen spiegeln das Unausweichliche und das Bedauern der tragischen Ereignisse wider. Der fünfte Aufzug endet mit einem schmerzlichen Blick auf die Zerstörung von Leben und Liebe. Der Selbstmord Düvals und die Ermordung Amalies bilden den tragischen Höhepunkt eines Dramas, das von Leidenschaft, Eifersucht und Verzweiflung geprägt ist.

## Die Dramenfiguren

### Heinrich Düval, Baron, Hauptmann und Kammerjunker des Prinzen von ***.
Düval wird als tragische Figur des Stücks dargestellt, ein häuslicher Tyrann, der zwischen Melancholie und Leidenschaft schwankt. In der Tradition des Sturm und Drang zeigt Düval den Konflikt zwischen einem impulsiven und leidenschaftlichen Charakter und einem nachdenklichen und melancholischen Protagonisten. Er ist ein Stürmer und Dränger, der an Goethes Fernando aus Stella erinnert, aber auch ein Fürst, der sich in voraufklärerischen Idealen und höfischen Normen verliert. Seine ständigen Stimmungsschwankungen und Konflikte mit der Außenwelt machen Düval zu einer charismatisch, schwärmerischer und komplexen Figur. Seine innere Zerrissenheit bestimmt nicht nur seine eigenen Entscheidungen, sondern beeinflusst auch das Leben seiner Umgebung. Sein Verhalten ist von einem Entschluss geprägt, der sowohl seine leidenschaftliche als auch melancholische Seite zusammenführt.
Düvals Handlungen, wie auch der Mord an Amalie, verdeutlichen sein inneres Doppelleben und sein ständiger Widerstand gegen äußeren Druck. Sie zeigt die Ausweglosigkeit seiner derzeitigen Situation. Zwar verfügt er über rhetorische Fähigkeiten und sieht sich selbst als von der Welt missverstanden, doch er ist gefangen in seiner Unfähigkeit, sich selbst zu retten. Sein ständiger Widerstand gegen die Fürstenwillkür wird durch seine Fehleinschätzung des Prinzen und seines Kontrahenten Sternfeld unterlaufen. Letzterer wird als vernünftiger und tugendhafter Charakter dargestellt. Düvals übertriebene Leidenschaft und sein Gewaltpotenzial machen ihn zu einer tragischen, aber auch gefährlichen Figur, die sich letztlich selbst zerstört. Er übernimmt keine Verantwortung für seine Familie und zeigt kein Interesse an der Erziehung seines Sohnes Franz. Stattdessen zieht er sich vollständig zurück oder zerstört, was er liebt, durch seine Affären und Abwesenheit.

#### Amalie von Charmille
Amalies Abhängigkeit von Düvals Launen prägt ihr gesamtes Verhältnis und zieht sich in verschiedenen Variationen durch das Stück. Ein ideales Bild von ihr hat er nur, solange sie sich ihm unterwirft. Widersetzt sich Amalie ihm, wird er ausfallend und projiziert auf sie Schwächen, die in Wahrheit seine eigenen sind. Daraufhin steigert er sich immer wieder in Verfolgungsängste, die neben seiner Schwermut auch die widersprüchliche Seite seines Charakters offenbaren. Als leidenschaftlicher Liebhaber steht er im starken Gegensatz zum empfindsamen Liebesdiskurs und dessen Ideal der Entsagung. Nach bürgerlichen Maßstäben gilt seine Leidenschaft als unvernünftig und egoistisch. Ein zentraler Konflikt des Stücks ist die Frage, wem die Liebe wirklich zusteht. Düval interessiert sich jedoch nicht für Amalies eigene Wünsche – für ihn geht es letztlich um Besitz, Unterwerfung und die Verklärung der Geliebten. Seine verzweifelte Frage: „was bleibt mir? Weißt du was anders, als den Tod?“ verdeutlicht seine Egozentrik und seine Missachtung moralischer Prinzipien. Er sieht sich selbst als Gesetz und höchste Macht, wobei Vernunft und Verzicht für ihn bedeutungslos sind. Dies verleiht ihm die Fähigkeit, zerstörerisch zu handeln.
In Amalies Abwesenheit fasst Düval den Entschluss zu sterben, da die Vorstellung der toten Geliebten ihn fasziniert – er will den Tod mit ihr teilen, um sie für immer zu besitzen. Daher bedroht und erpresst er sie und zeigt sich unzugänglich für ihre Argumente. Ihre Weigerung, sich ihm unterzuordnen, empfindet er als Angriff auf seine Liebe. In der längsten Szene des Trauerspiels versucht er, Amalie zum Selbstmord zu überreden. Die geplante Hochzeit symbolisiert die Vereinigung der Liebenden, wobei Amalie ihre Unschuld bewahrt hat – ein Aspekt, den Düval im letzten Akt ausdrücklich betont.

#### Mariane Düval
Düvals zentrale Charaktereigenschaft im Umgang mit seiner Frau Mariane wird bereits bei seinem ersten Auftritt deutlich. Als Mariane in der ersten Szene zu weinen beginnt, reagiert er genervt und entgegnet: „Immer in Thränen, Mariane! Ich bitte dich, mache mich nicht unwillig!“ Er interpretiert Marianes Tränen nicht als Ausdruck ihres Kummers, sondern als einen Vorwurf gegen sich selbst. Dies wird durch seine Worte unterstrichen: „Keine Vorwürfe – wenn du mich nicht rasend machen willst.“ Diese Reaktion zeigt, dass er Marianes Gefühle zwar wahrnimmt, jedoch kein Interesse daran zeigt. Stattdessen gibt er ihr die Schuld an seinen eigenen Wutausbrüchen. Düval zeigt Mariane gegenüber eine ausgeprägte Gleichgültigkeit, insbesondere in Anwesenheit von Amalie. Zwar beantwortet er ihre sachlichen Fragen, etwa ob er „eine Tasse Kaffee“ wolle (III, 7), und reagiert in solchen Momenten etwas beherrschter auf ihre Mahnungen, doch seine Fixierung auf Amalie bleibt offensichtlich. Selbst wenn er vorgibt, sich um Mariane zu kümmern, wird seine Gleichgültigkeit deutlich. So ist seine scheinbar besorgte Frage, ob sie heute nicht in die Messe gehe, weniger Ausdruck echten Interesses an ihrem Seelenheil als vielmehr der Wunsch, ungestört mit Amalie sprechen zu können.
Düval ist nicht in der Lage, seiner Familie gegenüber soziale Verantwortung zu übernehmen, und vernachlässigt seine Pflichten. In der Rolle des Hausvaters – einer zentralen Figur des bürgerlichen Dramas – scheitert er somit vollständig. Düval spricht nur dann über seine Verantwortung für die Familie, wenn er damit seine eigenen Pläne rechtfertigen will. Mit seiner Frau kommuniziert er kaum. Auffällig ist zudem, dass alle Szenen zwischen Heinrich und Mariane Düval zugleich als Familienszenen erscheinen, da ihr zwölfjähriger Sohn Franz stets anwesend ist.

#### Graf von Sternfeld
In Sternfeld trifft Düval auf einen Mann, der sich strikt an bürgerliche Tugend- und Moralvorstellungen hält. Sternfeld stellt seine eigene Liebe zu Amalie zurück, um sowohl dem Hof, der ihn als Abgesandten entsendet, als auch seinem Freund Düval gegenüber loyal zu bleiben. Gegen die würdevollen und überlegten Worte des Grafen tritt Düvals aufbrausendes Temperament umso stärker hervor. Das „Hohnlächeln“, das Düval Sternfeld unterstellt, offenbart in seiner völlig fehlerhaften Einschätzung der Situation mehr über ihn selbst als über den Grafen. Zu Beginn des dritten Aktes überbringt Düval einen Brief von Graf Sternfeld, den er in seinem Wahn völlig irrational als Bedrohung empfindet. Er unterstellt anderen mehrfach, ihre eigenen Affekte auf ihn zu projizieren, die ohne sein Wissen seine eigene Grausamkeit widerspiegeln. Im Vergleich zu Düvals wildem Rasen und Wüten bleibt Sternfeld ein Mann der Vernunft und Prinzipien.

### Mariane Düval
Mariane ist eine komplexe Figur, sowohl emotional als auch rational. Sie zeichnet sich durch eine sehr rationale Lebensauffassung aus, die im Gegensatz zu der ihres Mannes steht. Trotz ihrer Liebe zu Düval sieht sie die Welt klar und realistisch. Als Ehefrau und Mutter übernimmt Mariane die traditionellen Rollen, die von ihr erwartet werden. Diese Pflichten führen jedoch zu einem inneren Konflikt, da sie zwischen ihrer Verantwortung und ihren eigenen Gefühlen hin- und hergerissen wird. Ihre Situation ist ambivalent: Sie erfüllt ihre Pflichten, gerät dabei aber immer wieder in Konflikt mit ihren eigenen Neigungen und Bedürfnissen.
In ihrer rechtlichen Rolle als Ehefrau verhält sich Mariane mit Umsicht, aber auch mit Entschlossenheit. Innerhalb der gesellschaftlichen Konventionen ihrer Umgebung beweist sie sprachliche Gewandtheit, um mit den Spannungen in ihrer Ehe umzugehen. Dennoch fehlen ihr die Worte, um ihre negativen Erfahrungen mit ihrem Mann auszudrücken – ein Tabu, das sich in ihrer Sprachlosigkeit manifestiert. Mariane verurteilt die Dreiecksbeziehung in der sie lebt nicht grundsätzlich. Ihr Verhalten zeigt weder bloße Fügung noch passives Ertragen. Vielmehr reflektiert sie die Machtverhältnisse in ihrer Ehe und akzeptiert ihre Machtlosigkeit, ohne eine idealisierte Vereinigung anzustreben, wie sie Düval am Ende des dritten Aktes beschreibt. Sie ist sich ihrer Situation bewusst und handelt in nüchterner Einschätzung der Verhältnisse. Aufgrund ihrer schlechten Erfahrungen in der Ehe kann sie der Affäre mit Düval sogar positive Seiten abgewinnen. Sie spricht offen das Tabu der Gewalt in der Ehe an und zieht einen Zusammenhang zwischen sozialer Abhängigkeit, körperlicher Gewalt und Düvals ausschweifendem Lebensstil. Für Mariane wird die Affäre zu einer Möglichkeit, auszusprechen, was sie selbst so lange verdrängt hat.
Trotz ihrer ungebrochenen Liebe zu Düval beweist Mariane ein hohes Maß an Realitätssinn. Sie beurteilt nicht nur die Beziehung zwischen Düval und Amalie, sondern auch ihre eigene Situation kritisch. Sie arrangiert sich bewusst mit der schwierigen Situation ihres Haushalts und erscheint nicht als Opfer, sondern als Frau, die ihre Situation erkennt und damit umgeht. Dies macht sie zu einer vielschichtigen Figur. Einerseits ist sie in ihrer Rolle als Mutter selbstlos und ein Inbegriff von Tugend, andererseits sieht sie sich nicht als betrogene Ehefrau, sondern als ehemals verführte und nun verlassene Geliebte. Ihre moralische Haltung ist pragmatisch und nüchtern, was besonders deutlich wird, als sie die Vorteile von Düvals aktueller Affäre im Vergleich zu ihrer früheren Mätressenrolle erkennt.

#### Heinrich Düval
Die Ehe zwischen Mariane und Düval basiert auf Liebe und individuellem Begehren. Trotz seiner Verfehlungen hält Mariane an ihm fest, wohl gerade weil er nicht dem Ideal eines einfühlsamen Liebhabers entspricht. Seinen Stimmungsschwankungen begegnet sie – als liebende Ehefrau – mit Geduld und Zurückhaltung. Diese Haltung verbindet sie mit Amalie, die jedoch eine rein emotionale Beziehung zu Düval hat. Paradoxerweise bringt Düvals Liebe zu Amalie Mariane sogar Vorteile: Sie erlebt ihn als ausgeglichener und sanfter, was das Zusammenleben erleichtert. Zudem profitiert Mariane nicht nur emotional, sondern auch finanziell von Düvals Abkehr vom Mätressenwesen. Seine früheren außerehelichen Affären, die er offenbar intensiv pflegte, hatten nicht nur die Ehe belastet, sondern auch sein Vermögen geschmälert. Nun verzichtet er jedoch auf diese kostspieligen Eskapaden und verschwendete keine finanziellen Ressourcen mehr an andere Frauen. Trotz dieser Vorteile bleibt die Ehe für Mariane eine Herausforderung, da sie Düvals außereheliche Beziehungen als unvermeidlich, wenn auch schwer erträglich, akzeptiert. Auch wenn sie sich gegen seine Lieblosigkeit wehrt, gelingt es ihr nicht, sein Verhalten nachhaltig zu beeinflussen. Ihr Versuch, in der Ehe emotionale Anerkennung zu finden, bleibt daher weitgehend erfolglos.

#### Amalie von Charmille
Mariane und Amalie gehen konstruktiv mit der schwierigen Dreieckskonstellation um, da sie ein freundschaftliches Verhältnis zueinander pflegen. Mariane nimmt in dieser Dynamik die Rolle der älteren Freundin ein, die sich zwar keine großen Illusionen mehr über ihre eigene Ehe macht, aber durchaus Verständnis für die Situation von Amalie aufbringt. Vor allem die Ähnlichkeiten zwischen Amalies Beziehung zu Düval und Marianes früherer Liebe zu ihm erinnern Mariane an ihre eigenen Erfahrungen. Sie reagiert abwartend auf die Stimmungsschwankungen ihres Mannes, was sie mit Amalie verbindet, die jedoch eine rein emotionale Beziehung zu Düval pflegt, während Mariane eine nüchternere Sichtweise entwickelt hat. Besonders gegenüber Amalie, die sie immer wieder von Düval abzubringen versucht, kommt ihr Unbehagen zum Ausdruck. Statt der direkten Konfrontation mit ihrem Mann sucht Mariane die Konfrontation mit seiner Geliebten. Sie erkennt sich in Amalie wieder und versucht, sie vor den Folgen ihrer Liebe zu warnen und vor Düvals Temperament zu schützen. Mariane möchte Amalie ein ähnliches Schicksal ersparen wie ihrem eigenen.

### Amalie von Charmille, Kammerfräulein der Prinzessin von ***
Amalie von Charmille ist eine tragische Figur, gefangen zwischen gesellschaftlichen Erwartungen, moralischen Konflikten und ihrer eigenen Leidenschaft. Ihre Beziehung zu Düval bildet den Kern des Dramas und beeinflusst ihre Verhältnisse zu Mariane, der Prinzessin, dem Grafen von Sternfeld und ihrer Stiefmutter. Am Ende wird ihr Schicksal durch Schuldgefühle, gesellschaftliche Normen und die verzweifelte Tat Düvals besiegelt.
Amalie erscheint auf den ersten Blick unschuldig – selbst im letzten Akt bleibt ihre Tugend unangetastet. Doch sie befindet sich in einem tragischen Konflikt: Ihre aufrichtige Liebe zu Düval wird erwidert, und sie hofft auf eine unzertrennliche Verbindung und dauerhaftes Glück. Gleichzeitig weiß sie, dass diese Beziehung ihre Ehe zerstört. Ihr Schuldbewusstsein wird in ihren Worten deutlich: „Verhärtete ich nicht mein Herz gegen Marianens Kummer? Verschloss ich nicht mein Ohr dem Rufe der Freundschaft und der Stimme des Gewissens?“ Erst in ihren letzten Momenten erkennt sie: ‚„Ach Mariane! – Er rächt sich – mich – mich bestraft!“ Diese innere Zerrissenheit zwischen verbotener Liebe und moralischer Verantwortung macht sie zu einer tief ambivalenten Figur, die in ständigem Konflikt mit sich selbst steht.
Trotz ihres untadeligen Rufs und ihrer moralischen Integrität wird Amalies Verhalten in Bezug auf das Drama von zeitgenössischen Kritikern negativ bewertet. Ein Kritiker bemerkt, dass sie eine warme Zärtlichkeit ausstrahlt, die jedoch nicht gewürdigt wird, da sie sich als Maitresse von Düval ausnutzen lässt. In dieser Funktion tritt Amalie als höfische Geliebte auf, wobei ihre Beziehung zur Ehefrau Mariane unbeachtet bleibt. Stattdessen wird sie als Teil der Gesellschaft dargestellt, die Düval in seiner moralischen Verstrickung mitverantwortlich macht. Diese Darstellung stellt eine Umkehrung des traditionellen Opfer-Täter-Verhältnisses dar und verdeutlicht die dramatischen Normen ihrer Zeit. Vor diesem Hintergrund erscheint es wenig plausibel, Amalie als Opfer ihrer Tugend zu betrachten. Gleichzeitig entspricht Amalie dem Idealbild einer empfindsamen Frau. Ihr Verhalten wird als sanft und fast unterwürfig beschrieben. Ihre Figur dient dramaturgisch dazu, zu betonen, dass sie keinen Selbstmord begehen will.
Amalie von Charmille wird als Waise dargestellt, wobei unklar bleibt, ob dies tatsächlich zutrifft. Jedoch treten im Verlauf der Handlung vor allem Konflikte innerhalb der Familie auf, insbesondere im Hinblick auf ihre Stiefmutter, Frau von Doenberg.

## Historischer Hintergrund
Das Drama erschien zunächst nur unter dem Autorennamen Von einem Frauenzimmer und war mit einem Vorwort des Herausgebers Christian Felix Weiße versehen. Das Stück basierte auf einer „ziemlich bekannten und leider! sehr wahren tragischen Geschichte“, wie Weiße in seinem Vorwort zur Erstausgabe schrieb. Dies ergänzte Erich Schmidt 1884 in der Allgemeinen Deutschen Biographie, indem er darauf hinwies, dass Christiane Karoline Schlegel (geb. Lucius) als Vorlage einen Mord verwendet hatte, der sich an Weihnachten 1777 in Dresden ereignet hatte. Der Fall betraf ein junges Mädchen und ihren verheirateten Liebhaber, die gemeinsam Selbstmord begangen haben sollen. Schmidt beurteilte Schlegels Bearbeitung des Stoffes kritisch und bezeichnete das Werk als ein sehr ungeschicktes und schäbiges Trauerspiel in fünf Akten. Carl La Chapelle und Friederica Birnbaum waren Beamte am kursächsischen Hof. La Chapelle diente unter Friedrich August III. als Stallmeister und Hauptmann in der polnischen Armee. Friederica Birnbaum war als Kammerfrau von Maria Elisabeth von Sachsen tätig. Aufgrund ihrer Positionen am Hof wurde angenommen, dass sie regelmäßig miteinander in Kontakt standen.

### Ermittlungen und Geheimhaltung
Anhand von Zeugenaussagen rekonstruierte der leitende Beamte Jacob Heinrich Reinhold den Tathergang. Demnach besuchte Friederica Birnbaum zunächst die Ehefrau von Carl La Chapelle, bevor es zu einer Zusammenkunft mit ihm kam. Nach ihrer Rückkehr beauftragte La Chapelle seine Frau, das Essen zuzubereiten, und zog sich anschließend mit Birnbaum zurück. Kurz darauf taumelte sie mit einer tiefen Schnittwunde am Hals in den großen Wohnraum und brach in den Armen eines Bediensteten zusammen. Wenige Augenblicke später ertönte ein Schuss aus dem Kabinett des Hausherrn. Der Bedienstete ließ die sterbende Frau im Vorhaus zurück, da er ihr nicht mehr helfen konnte. Aufzeichnungen von La Chapelle legten zudem nahe, dass er Birnbaum zur Unterzeichnung eines Selbstmordpakts drängen wollte.
Im Geheimen Konsilium wurde 1777/78 daraufhin ein Ermittlungsbericht angefertigt, der den Fall lückenlos dokumentierte. Zuvor hatte der leitende Beamte Reinhold dem sächsischen Kurfürsten Friedrich August III. eine Akte übergeben, in der er die Hintergründe des Vorfalls schilderte. Eine weitere Akte enthielt den Bericht vom 2. Januar 1778 sowie zusätzliche Korrespondenzen, die eindeutig belegten, wie die Behörden mit diesem Fall umgingen. Daraus ging hervor, dass Jacob Heinrich Reinhold die bei La Chapelle sichergestellten Schriftstücke und Briefe in zwei versiegelten Paketen hinterlegte. Friedrich August III. ordnete jedoch die Vernichtung der Pakete an, was die Bedeutung des Vorfalls deutlich machte. Die Geheimhaltung des Vorfalls lag eindeutig im Interesse des Hofes, daher wurde Carl La Chapelle auch in den Dresdner Wöchentlichen Frag- und Anzeigen unter der Rubrik Absterben derer Militär-Personen nicht erwähnt.

## Veröffentlichung und zeitgenössische Rezeption
Christiane Karoline Schlegel stellte den Fall realistisch und ungeschönt in ihrem Drama dar. Die Mordszene übernahm sie nahezu detailgetreu, nahm jedoch gezielte Abwandlungen bei der Todesart und der Sterbeszene vor. Sie verfügte über Informationen, die eigentlich unter Verschluss hätten bleiben müssen. Dieses Wissen integrierte sie in den Text und hielt sich dabei nicht durchgängig an die Konventionen des Genres Drama. Ihre kreative Handschrift blieb jedoch unverkennbar. Statt der sonst üblichen Klage über die herrschende Gesellschaftsordnung standen bei Schlegel die Konflikte zwischen den Menschen im Mittelpunkt des Interesses. Besonders die ungleiche Verteilung der Macht zwischen den Geschlechtern beleuchtete sie aus ihrer Sicht. Die historischen Figuren übernahm sie in ihr Drama, passte jedoch ihre Identitäten künstlerisch an. Die Hauptfiguren Heinrich von Düval und Amalie von Charmille trugen bei Schlegel französische Adelsnamen, während La Chapelle dem ausländischen Adel entstammte und Birnbaum eine bürgerliche Herkunft zugeschrieben wurde. Die dramatische Umsetzung der Affäre verband somit historische Gegebenheiten mit dichterischer Freiheit.
Der Ablauf der Handlung in Schlegels Drama entsprach zum größten Teil den tatsächlichen Ereignissen und wies mehrere Parallelen auf. So waren die Hauptfiguren Amalie und Mariane von Düval zu Besuch bei einer Frau von Reinfort, während die realen Vorbilder La Chapelle und Birnbaum ebenfalls bei einer Frau von Lindenfels zu Gast waren. Bei der Rückkehr von Mally und Mariane verlief die Geschichte genau wie in einem Kriminalfall beschrieben. Selbst Details wie die Halskette, die Amalie ablegte, oder das Schnupftuch, das sie auf die Wunde drückte, fanden sich in beiden Erzählungen wieder. Die Mordszene unterschied sich jedoch: Während La Chapelle sein Opfer mit einem Barbiermesser fast vollständig am Hals aufschlitzte, hatte Düval geplant, seiner Geliebten Amalie mit einem Stilett ins Herz zu stechen und erklärte: „Eine kleine Wunde, direkt ins Herz, von deiner Düval-Hand, kann nicht schmerzen, versichert uns ewige Vereinigung!“ Wie La Chapelle nutzte auch Düval in der Schlussszene die Essensvorbereitungen als Vorwand, um sich der Zeugin zu entledigen und seinen Mordplan auszuführen. Ebenso wenig überrascht wie Mariane reagierte auch das reale Vorbild der Baronin La Chapelle auf das Verhalten ihres Mannes. Jacob Heinrich Reinhold, der sich in seinem Bericht auf die Aufzeichnungen La Chapelles bezog, bemerkte einen romantisierenden Ton, der auf einen verwirrten Geisteszustand des Stallmeisters schließen lasse. Auch das Drama spielte durch die Figur der Frau von Doenberg, die Mariane widerspiegelte, auf eine romantische Schwärmerei an. Die Figuren des Prinzen und der Prinzessin wurden in Schlegels Dramentext nicht namentlich genannt, sodass offenblieb, ob es sich um regierenden Hochadel handelte. Die Identität der realen Personen blieb jedoch für diejenigen, die die Meldung des Kriminalfalls gehört hatten, erkennbar.

### Bürgerliches Trauerspiel
Schlegels Drama gilt als Werk einer Beobachterin des Sturm und Drang und enthält frühe Kritiken an dieser literarischen Strömung. Das Drama kombiniert Elemente des bürgerlichen Trauerspiels mit Aspekten der klassischen Dramatik und beruht auf einem realen Kriminalfall, der in Dresden wenige Monate vor der Veröffentlichung stattfand. Strukturanalytisch lässt sich das Stück der Abschreckungsdramatik zuordnen, im Gegensatz zur auf Mitleid ausgerichteten Wirkungsästhetik Gotthold Ephraim Lessings. Die thematische Gestaltung orientiert sich an einem häuslichen Konflikt im Kontext des 18. Jahrhunderts und thematisiert einen Standeskonflikt zwischen niederem Hofadel und Hochadel, ähnlich Lessings Emilia Galotti. Die literarische Hofkritik steht dabei in der Tradition Lessings, während die Handlung zugleich das Muster des bürgerlichen Trauerspiels inhaltlich aufbricht.
Das Drama erfüllt ebenso klassische dramatische Regeln formal, hinterfragt sie jedoch inhaltlich. Dies manifestiert sich in der Darstellung der Ehe und Familie nicht als Ideal, sondern als realistische Problemzone. Es animiert weder zu Mitleid noch zur klassischen Gerechtigkeit und nimmt damit eine Sonderstellung im zeitgenössischen Drama ein. Die Handlung spielt im Haus der Familie Düval und akzeptiert theoretisch die Normen des bürgerlichen Trauerspiels, verlagert jedoch moralische Wertungen.  Der Hof erscheint als Instanz der Tugend, während die Familie als dysfunktional dargestellt wird. Die Frauenfiguren sind zentral in den Konflikt eingebunden und verdeutlichen die gesellschaftlichen Abhängigkeiten, die nicht durch eine höhere Ordnung gelöst werden. Das Drama hinterfragt das traditionelle Tugend-Laster-Schema aus verschiedenen Perspektiven und thematisiert die Problematik dieser Konventionen. Ein zentrales Motiv ist die Vaterfigur: Düval, der einzige Vatercharakter, wird nicht als Beschützer der Familie dargestellt, sondern als Verführer, dessen Affären und Abwesenheit die Familie belasten.
Das Stück enthält eine Anzahl an Regiebemerkungen, die Gefühlszustände der Figuren ausdrücken. Im Vergleich zu anderen zeitgenössischen bürgerlichen Trauerspielen sind sie zahlreich, jedoch nicht so dominant wie bei Diderot oder im Sturm und Drang. Die Regiebemerkungen konzentrieren sich dabei oft auf Nebentätigkeiten und können Illusionsbrüche erzeugen.
→ Hauptartikel: Bürgerliches Trauerspiel

### Sturm und Drang
In Düval und Charmille verwendet Schlegel Stilmittel des Sturm und Drang, um eine alternative Perspektive zu bieten und die weibliche Erfahrung sowie die problematische Darstellung von Männlichkeit in den Vordergrund zu stellen. Ihr Drama rekonzipiert den rebellischen Liebhaber des Sturm und Drang in Düval als irrational und destruktiv für die Frauen, die unter seiner Kontrolle stehen. Dabei geht die Sympathie des Publikums auf die Opfer vor allem die Frauen über. Düval wird als melancholischer und leidenschaftlicher Mann dargestellt, was typische Merkmale des Sturm und Drang Helden widerspiegelt.
Das Stück hinterfragt, ob der rebellische Geist, den Düval in seiner Liebe gegen den Hof einfordert, auch von den Frauen gegen seine Misshandlungen mobilisiert werden könnte. Dabei wird die Verzweiflung der weiblichen Figuren betont und die leidenschaftliche Sprache der Liebe kritisch hinterfragt, besonders durch die unterschiedlichen Auffassungen von Amalie und Düval. Amalies Tod und die Verurteilung von Düvals Tat als Mord widersprechen seiner Vorstellung eines romantisierten Liebessuizids. Im Zentrum steht Düvals Entscheidung, seine Geliebte Amalie von Charmille in sein Haus zu holen, wo er weiterhin mit seiner Frau Mariane lebt. Dies führt zu einer unangenehmen Dreiecksbeziehung, welche die Frauen aus Liebe zu Düval und Freundschaft zueinander ertragen. Trotzdessen zeigt er weiter grenzenlose Egozentrik und wird als häuslicher Tyrann mit unvergleichlichem Egoismus charakterisiert. Die Misshandlungen, die er begeht, sind Teil seiner Normalität, was im Gegensatz zu den extremen Verzweiflungssituationen anderer Sturm-und-Drang-Helden steht.
→ Hauptartikel: Sturm und Drang

## Interpretationsansätze

### Familiärer Machtkampf
Das Trauerspiel von Christiane Karoline Schlegel thematisiert keinen klassischen Ständekonflikt, sondern einen rein familiären Machtkampf. Im Mittelpunkt steht die Gegenüberstellung der Perspektiven des männlichen Protagonisten Heinrich Düval und seiner Frau Mariane. Im Gegensatz zum bürgerlichen Trauerspiel orientiert sich Schlegels Drama nicht am Tugenddiskurs, sondern weist deutliche Einflüsse des Sturm und Drang auf. Die Handlung rückt es in die Nähe von Goethes Stella, insbesondere durch die Darstellung einer Dreieckskonstellation mit ähnlichen Frauenfiguren, die nicht kontrastiv angelegt sind, sondern eine gemeinsame Abhängigkeit von Düval zeigen.
Düval wird als autoritärer, aber innerlich unsicherer Charakter dargestellt, der die Kommunikation mit Mariane dominiert und nonverbale Ausdrucksformen wie Tränen als Vorwürfe empfindet. Seine Erwartung, dass sie ihm verzeiht, verdeutlicht die Bedeutung des körperlichen Ausdrucks in der bewussten und unbewussten Kommunikation. Dennoch unterläuft Mariane seine Kommunikationsregeln sowohl verbal als auch nonverbal, was ihre emotionale Abhängigkeit, aber zugleich ihre Widerstandsfähigkeit zeigt. Die gestörte Kommunikation in der Ehe setzt sich in Düvals Beziehung zu seiner Geliebten Amalie fort. Sie verhält sich zurückhaltend und abwehrend, während Düvals Beharren auf seiner Machtposition auch aus Unsicherheit resultiert. Neben der psychologischen Dimension der Figuren spielt auch die Namensgebung eine zentrale Rolle: So erinnert der Name Mariane an Voltaires Mariamne, eine zu Unrecht gekränkte Ehefrau, während Düvals Name an das Wort Teufel anklingt.
Zudem gibt es eine Reihe von Funktionsfiguren innerhalb des Dramas. Graf von Sternfeld verkörpert als Tugendbold die Stimme der Vernunft und mahnt Düval an seine Pflichten gegenüber seiner Frau und seinem Kind. Entscheidend sind auch die mütterlichen Figuren: Die Fürstin fungiert als fürsorgliche Arbeitgeberin und Landesmutter, während der Landesvater eine abwesende, kaum greifbare Rolle einnimmt. Insgesamt entsteht so das Bild einer vaterlosen Gesellschaft, in der die Autorität bei den Frauen liegt.

### Raum- und Zeitstruktur
Die Einheit von Ort, Zeit und Handlung wird von Schlegel mit großer Präzision gewahrt und erfüllt dramaturgisch mehrere Funktionen. Die Wanduhr und die wiederholte Erwähnung der Uhrzeit markieren einerseits die Zuspitzung des Konflikts, andererseits bieten sie eine äußere Ordnung, die der inneren Ordnung des Stückes in gewisser Weise widerspricht. Diese äußere Ordnung wird durch den fast ritualisierten Ablauf der Mahlzeiten verdeutlicht, die den Tag bestimmen und eine gewisse Penibilität in der Darstellung des immer wiederkehrenden Ablaufs zeigen. Im Bühnenbild finden sich Tische, Stühle und eine Wanduhr, deren regelmäßiges Schlagen das konzentrierte Geschehen auf der Bühne begleitet und wie ein mahnender Kommentar wirkt. Sie unterstreichen nicht nur den Wettlauf gegen die Zeit, auf den mehrfach Bezug genommen wird, sondern tragen auch wesentlich zur inneren Dynamik des Geschehens bei, da dieser Zeitdruck am Ende entscheidend für die Entwicklung des Stückes ist.
Zu Beginn des Stücks sitzt Mariane mit ihrem etwa zwölfjährigen Sohn Franz an einem Tisch und weint. Die Regieanweisung beschreibt diese Momentaufnahme genau: "Mariane sitzt an einem Tische in einer traurigen Stellung, das Schnupftuch vor den Augen. Franz, auf ihren Schoos gelehnt, sieht ihr ins Gesicht, und ergreift sie bey der Hand." Diese einfühlsame Szene gibt nicht nur Mariannes Gemütszustand wieder, sondern auch den Ausgangspunkt des Stückes. Sie verweist zugleich auf die Tradition des bürgerlichen Trauerspiels bzw. der comédie sérieuse, die den Rahmen der Handlung bildet. Dass die Harmonie der Kleinfamilie gestört ist, wird daran deutlich, dass Düval meist allein essen möchte und sich den gemeinsamen Mahlzeiten, dem zentralen Ort der familiären Kommunikation, zunehmend entzieht. Seine Abkehr von der Familie wird durch den häufigen Rückzug in sein Arbeitszimmer noch verstärkt. Im großen Raum, der als Ort der Familie fungiert, ist er daher nur selten anzutreffen.
Am Ende des Stückes wird die symbolische Bedeutung der einzelnen Räume noch einmal besonders deutlich. Düval gestaltet sein Kabinett als Brautzimmer, in das er Amalie als seine Braut führen will, um mit ihr in den Tod zu gehen. Der als Hochzeit inszenierte Tod symbolisiert eine mystische Vereinigung, die in dieser letzten Geste gipfelt.

### Gesellschaftliche Ordnung im Trauerspiel
Das Trauerspiel von Schlegel spielt in einer adelig-höfischen Sphäre, deren Figuren ausschließlich dem Adel entstammen. Die sozialen Unterschiede zwischen höfischem und bürgerlichem Milieu, wie sie traditionell im bürgerlichen Trauerspiel thematisiert werden, scheinen in diesem Stück weitgehend aufgehoben. Auch dramaturgisch nimmt Schlegel entscheidende Umkehrungen vor: Während im bürgerlichen Trauerspiel der Hof oft als korrupte Gegenwelt zur bürgerlichen Tugend gezeichnet wird, erscheint er hier als Hüter der familiären Ordnung. Die höfischen männlichen Figuren des Dramas werden durchweg als ehrenwerte Männer dargestellt. Neben dem Grafen von Sternfeld gilt dies auch für den Hauptmann, der später mit einem Haftbefehl auftritt. Die Dekadenz des Hofes wird nur durch Nebenfiguren angedeutet, etwa durch die Intrigen von Amalies Stiefmutter oder Düvals ehemaligen Mätressen. Die obersten Repräsentanten des Hofes – Prinz und Prinzessin – treten nicht selbst auf, sondern fungieren als ideeller Rahmen der Handlung. Der Hof wird so nicht nur als Institution der Ordnung, sondern auch als Sprachrohr der öffentlichen Meinung dargestellt. Graf von Sternfeld nimmt als Abgesandter eine vermittelnde Rolle ein und versucht, auf Düvals Handeln einzuwirken. Einer der Konflikte des Stückes, nämlich Graf versus Düval, resultiert aus Düvals Widerstand gegen die vom Hof vertretenen Werte und Ordnungsvorstellungen. Sein Aufbegehren entspringt dabei nicht einer grundsätzlichen Ablehnung der höfischen Institutionen, sondern vielmehr persönlichen Motiven und einem Unwillen, sich gesellschaftlichen Normen zu unterwerfen. Düval ist kein politischer Kritiker des Absolutismus, sondern verkörpert selbst einen machtorientierten Charakter, der den in bürgerlichen Trauerspielen häufig kritisierten Herrschertypus verkörpern könnte.
Nicht nur Düval widersetzt sich den gesellschaftlichen Erwartungen, auch die Frauenfiguren handeln gegen die normativen Tugendvorstellungen. Amalie trifft sich ungeniert mit einem verheirateten Mann, während dessen Ehefrau Mariane die Affäre nicht nur duldet, sondern auch für sich nutzt. Schlegel thematisiert damit die Diskrepanz zwischen moralischen Idealen und der Realität der Alltagsbewältigung. Der Hof tritt hier als Anwalt der familiären Ordnung auf, jedoch nicht mit Blick auf Marianes persönliche Situation, sondern allein zur Aufrechterhaltung der gesellschaftlichen Strukturen. Die moralische Ambivalenz dieser Haltung zeigt sich auch darin, dass Düvals eigene Verfehlungen in der Vergangenheit nie geahndet wurden, was auf Widersprüche innerhalb der Tugendmoral hinweist.

### Frauenfiguren und patriarchale Strukturen
In Schlegels Drama findet die Einbindung von Frauen in das patriarchale System, insbesondere durch emotionale und sexuelle Abhängigkeiten – die im 18. Jahrhundert in der Literatur noch kaum thematisiert wurden – erstmals Beachtung. Dies ist ein wichtiger Punkt, da er an zentrale feministische Theorien anknüpft, die die Verbindung zwischen der gesellschaftlichen und geschlechtsbezogenen Trennung von Mann und Frau problematisieren. Ein zentraler Aspekt dabei ist, dass eine Frau innerhalb einer abhängigen Beziehung mit einem Mann automatisch in eine patriarchale Ordnung eingebunden wird. Dies wird besonders in der Darstellung von Mariane und Amalie deutlich, insbesondere in ihrem Verhältnis zu Düval. Denn generell kritisiert das Drama nicht die Idee einer Ménage-à-trois, sondern das Gewaltpotenzial, dem sowohl die Ehefrau als auch die Geliebte ausgesetzt sind. Es ist nicht die außereheliche Beziehung an sich, sondern die drohende Gewalt, die die weibliche Hauptfigur zum Handeln bewegt. So wird Düval von höchster Ebene seine Männerphantasien mit Amalie verweigert und kann nun nicht mehr von ihm ausgelebt werden. Daher kommt für Düval nur der Selbstmord bzw. Liebestod infrage. Da er als Amalie als Frau mental zu schwach für diesen Schritt hält, nimmt er sich das Recht ihr Leben selbst zu beenden. Diese Thematik greift Lessing in Emilia Galotti auf, wo Verführung als eine Form der Gewalt betrachtet wird. Durch die Wahl eines gesellschaftlich relevanten Stoffes wird zudem die bestehende Stände-, Familien- und Geschlechterordnung auf eine Weise behandelt, die im bürgerlichen Trauerspiel zuvor nicht präsent war. Dass das Drama ausschließlich literarisch rezipiert und nie aufgeführt wurde, könnte an der heiklen Thematik liegen. Im Zentrum des Dramas steht die systemische Einbindung der Frauen – sei es durch emotionale und sexuelle Verführung oder durch den gesellschaftlichen Zwang, die ihnen zugeschriebene Geschlechtsrolle zu erfüllen. Die Charakterzeichnung der männlichen Figuren folgt einer eher binären Schwarz-Weiß-Darstellung, die noch auf die Frühaufklärung hinweist. Im Gegensatz dazu sind die weiblichen Figuren mehrdeutig dargestellt, was sie menschlicher erscheinen lässt. Hierbei zeigt sich, dass die aufklärerischen Ideale von Schlegel in den Figuren Düval und Charmille hinterfragt werden, da sich das Drama von der Figur des guten Vaters verabschiedet und auf einen religiösen oder idealistischen Horizont verzichtet.

#### Einfluss von Hannah More
Wahrscheinlich wurde Schlegels Figurenkonzeption durch Hannah Mores 1777 erschienene Schrift Essays on Various Subjects, Principally Designed for Young Ladies inspiriert, da es auffallende Parallelen in der Thematik gibt. More setzte sich in ihrem Werk mit der übertriebenen romantischen Verehrung auseinander, die ein verliebter Mann einer jungen Frau vor der Ehe entgegenbringt, ihr jedoch nach der Heirat drastisch entzieht. Eine ähnliche Struktur zeigt sich in Schlegels Dramatisierung, in der die Figur der „jungen Dame“ in zwei Personen aufgespalten wird: Amalie, die unschuldige Frau, die umworben und verehrt wurde, aber noch nicht sexuell verführt werden konnte, und Mariane, die ehemals Verführte, die sich als Ehefrau und Mutter betrogen und von ihren früheren Liebesversprechen enttäuscht fühlte. In ihrer emotionalen Beziehung zu Heinrich von Düval stellte Schlegel die beiden Frauen einander gegenüber. Dabei ging es jedoch nicht darum, den Kontrast zwischen zwei unterschiedlichen Liebesdiskursen hervorzuheben, sondern vielmehr darum, ihre Gefühle gleichwertig darzustellen.
→ Hauptartikel: Hannah More

## Aufführungen
Ob das Stück bereits zu Lebzeiten von Schlegel aufgeführt wurde, ist leider nicht bekannt. Es wurde jedoch am 22. September 2023 im Spielhaus in Graz unter dem Titel Von einem Frauenzimmer vermeintlich uraufgeführt. Für das Drama erhielt die Inszenierung den Nestroy-Theaterpreis 2024 in der Kategorie „Beste Bundesländer-Aufführung“.
In der Neuinszenierung geht die Regisseurin Anne Lenk mit ihrem Team der Frage nach, wie viel Raum einer Frau zugestanden wird und warum die allgegenwärtige Auslöschung von Frauenleben so scheinbar unausweichlich ist, wie es uns durch die unzähligen Reproduktionen in Kunst, Literatur und Medien suggeriert wird.
Die nach derzeitigen Informationen erste Aufführung des Stücks in Deutschland erfolgte am 20. April 2025 in Fürstenfeldbruck durch das Theater 4. Die Regisseurin Leandra Frey rückt mit ihrer Inszenierung das auch heute noch allgegenwärtige Verbrechen eines Femizids und die Manipulation seines Umfelds durch Düval sowie die gesellschaftlichen Strukturen, in denen Frauen verhaftet sind, in den Vordergrund, und zeigt, dass das Stück bis heute nicht an Aktualität eingebüßt hat.